# Cláudia das Neves
Cláudia das Neves, född den 17 februari 1975 i São Paulo, Brasilien, är en brasiliansk basketspelare som var med och tog OS-brons 2000. Das Neves har bland annat spelat för Detroit Shock och Miami Sol.